# スパイカー
スパイカー（Spyker ）は、かつて存在していたオランダの高級スポーツカーメーカーである。

## 歴史
- 1880年、ヤコブスとヘンドリク・ヤンのスパイカー兄弟によって創業（当初は馬車を製造していた）。
- 1889年、自動車製造を開始。
- 1902年、初の四輪駆動車を開発。
- 1915年、航空機製造を開始。以後、スパイカーのマークにはプロペラの図柄が用いられることとなった
- 1920年、航空機製造を中断。
- 1925年、破産。